# جریان خنثی
برهمکنش‌های ضعیف جریان خنثی یکی از راههایی هستند که ذرات زیراتمی می‌توانند از آن طریق، توسط نیروی هسته‌ای ضعیف با هم تعامل داشته باشند. این برهم‌کنش‌ها به واسطه بوزون‌های Z انجام می‌شود. کشف جریان‌های خنثی گام مهمی در یکپارچه‌سازی الکترومغناطیس و نیروی هسته‌ای ضعیف در قالب نیروی الکتروضعیف بود و منجر به کشف بوزون‌های W و Z شد.